# Julie Fleeting
Julie Fleeting, MBE (* 18. Dezember 1980 in Kilwinning) ist eine ehemalige schottische Fußballspielerin. Sie spielte mehrere Jahre für die Arsenal Ladies und war Kapitänin der schottischen Nationalmannschaft, deren Rekordtorschützin sie ist.

## Werdegang
Julie Fleeting begann ihre Fußballkarriere bei Ross County. Im November 1996 debütierte sie als Fünfzehnjährige im Spiel gegen Wales in der schottischen Nationalmannschaft. Am 3. September 1997 erzielte sie beim 7:1 im WM-Qualifikationsspiel gegen Estland ihre ersten Länderspieltore. 2002 wechselte sie in die US-amerikanische Profiliga WUSA, wo sie für San Diego Spirit spielte. Im Januar 2004 wechselte sie schließlich zum FC Arsenal, wo sie auch heute noch aktiv ist. Im Pokalfinale 2005 gegen Charlton Athletic erzielte sie einen Hattrick, nachdem sie tags zuvor in einem Länderspiel eine Schienbeinverletzung erlitt. Im UEFA Women’s Cup sorgte Fleeting für Schlagzeilen, nachdem sie am 12. September 2006 beim 5:4-Sieg gegen den russischen Meister WFC Rossiyanka alle fünf Tore für Arsenal erzielte.
In 120 Länderspielen zwischen 1996 und 2011 erzielte sie 116 Tore für Schottland. Anzumerken ist jedoch, das der schottische Verband auch Länderspiele gegen Nicht-FIFA-Mitglieder in diese Statistik einfließen lässt. So werden in ihrer Statistik auch ihre 16 Tore beim 27:0-Sieg Schottlands über eine Auswahl der Isle of Man berücksichtigt. Am 8. Februar 2015 kam sie nach dreieinhalb Jahren Länderspielpause beim 4:0 gegen Nordirland wieder zum Einsatz. Dies blieb ihr letzter Einsatz für Schottland.

## Erfolge
- Englische Meisterin: 2004, 2005, 2006
- Englische Pokalsiegerin: 2004, 2006
- Englische Ligapokalsiegerin: 2005
- Englische Superpokalsiegerin: 2005, 2006
- Schottische Fußballerin des Jahres 2005

## Privat
Julie Fleeting ist die Tochter von Jim Fleeting, einem ehemaligen Fußballspieler und jetzigen Trainer, und mit Colin Stewart, dem Torhüter des Greenock Morton verheiratet. Sie behielt aber ihren Geburtsnamen. Hauptberuflich arbeitet sie in ihrem Heimatort als Sportlehrerin. Zu den Spielen von Arsenal wurde sie jedes Mal eingeflogen. Ab Dezember 2008 machte sie eine Spielpause, da sie ihr erstes Kind erwartete, das im Juli 2009 geboren wurde. Im April 2012 bekam sie ihr zweites Kind, eine weitere Tochter. 2017 bekam das Paar eine dritte Tochter.
Der frühere schottische Nationalspieler Jim Stewart ist ihr Schwiegervater.